# Динітротолуол
Динітротолуол (ДНТ) або динітротолуен — органічна сполука з формулою C7H6N2O4. Блідо-жовта кристалічна тверда речовина добре відома як прекурсор тринітротолуолу (ТНТ, тротил), але в основному виробляється як прекурсор толуїлендиізоціанату.

## Ізомери динітротолуолу
Для динітротолуолу можливі шість позиційних ізомерів. Найпоширеніший — 2,4-динітротолуол. Нітрування толуену дає послідовно мононітротолуол, ДНТ і, нарешті, тротил. 2,4-ДНТ є основним продуктом динітрації, інший основний продукт становить близько 30 % 1,3-ДН2-Т. Нітрування 4-нітротолуолу дає 2,4-ДНТ.

## Програми
Більшість ДНТ використовується у виробництві толуїлендиізоціанату, який використовується для виробництва гнучких пінополіуретанів. ДНТ гідрується з утворенням 2,4-толуендіаміну, який, у свою чергу, фосгенується, що дає толуїлендиізоціанат. На 1999—2000 рр. таким щорічно вироблялося близько 1,4 млрд кілограмів. Серед інших видів використання — промисловість вибухових речовин. Сам по собі він не використовується як вибухівка, але частина продукції перетворюється на тротил.
Динітротолуол часто використовується як пластифікатор, стримуючий покрив та модифікатор швидкості горіння в пропелентах (наприклад, бездимний порох). Оскільки він канцерогенний та токсичний, сучасні рецептури, як правило, уникають його використання. У цій заявці його часто використовують разом з дибутилфталатом. 

## Токсичність
Динітротолуоли є високотоксичними з граничним значенням (ГДК) 1,5 мг/м3. Він перетворює гемоглобін у метгемоглобін.
2,4-динітротолуол також входить до переліку небезпечних відходів під 40 CFR 261.30. Агентство США з охорони навколишнього середовища (EPA) надало йому назву «небезпечні відходи номер D030». Максимальна концентрація без токсичних характеристик становить 0,13 мг/л.